# Afrikaanse gaper
De Afrikaanse gaper (Anastomus lamelligerus) is een grote waadvogel uit de familie van de ooievaars. Hij leeft in natte, open gebieden die wetlands genoemd worden, ten zuiden van de Sahara.

## Beschrijving
De Afrikaanse gaper is een grote, zwarte ooievaar met een grote snavel. De snavel is kenmerkend voor de soort vanwege de vreemde opening in het midden. Deze opening is aan beide zijden even wijd en heeft een lengte van 6 millimeter. De snavel kleurt van ivoor-wit aan de basis tot aan diep zwart aan de punt. De onvolwassen of juveniele hebben een softere uitstraling dan de ouderdieren. Ook het kenmerkende gat in de snavel ontbreekt op de jonge leeftijd.
Deze ooievaar-achtige heeft een lengte van 81 tot 94 centimeter en kan een massa behalen tot 1,3 kilogram. De mannetjes zijn groter dan de vrouwtjes.
Het verenkleed heeft in het algemeen een donkere kleur, maar in het zonlicht verschijnt er een groenige glans over de veren heen.

## Levenswijze
De Afrikaanse gaper leeft in vochtige gebieden, draslanden genoemd. Ook verschijnt hij aan kustwateren en natte, savanne gebieden. Hij voedt zich met een soort waterslakken die hij uit het water zeeft. Ook aast hij op mosselen, landslakken, kikkers, krabben, wormen, vissen en insecten.
De Afrikaanse gaper houdt zich meestal rondom groepen nijlpaarden schuil. Deze nijlpaarden bieden hen bescherming tegen vijanden, zoals krokodillen, maar zorgen ook voor meer voedsel. De nijlpaarden woelen de modder op de oevers om waardoor meer voedsel naar boven komt.

## Ondersoorten
Er zijn twee ondersoorten:
- A. l. lamelligerus - Temminck, 1823: Afrika ten zuiden van de Sahara.
- A. l. madagascariensis - Milne-Edwards, 1880: Madagaskar. Deze ondersoort is kleiner en heeft een dunnere snavel.

## Status
De grootte van de populatie wordt geschat op 300-500 duizend vogels. Op de Rode lijst van de IUCN heeft deze soort de status niet bedreigd.